# Los Cinco en peligro
Los Cinco en peligro es un libro de la escritora británica Enid Blyton escrito en 1958. Corresponde al 17º libro de la colección de Los Cinco. 

## Argumento
Tras un fuerte catarro de los Cinco, el doctor les recomienda unos días en el clima de montaña. Casualmente, la tía de Jenkins, el jardinero, tiene una granja en las montañas galesas que se llama "La Cañada Mágica". 
Después de perderse en la noche y dirigirse equivocadamente por un sinuoso camino a la mansión "Viejas Torres", los Cinco llegan al fin a "La Cañada Mágica" para pasar unos días de asueto. Pero al día siguiente los grandes perros de la granja atacan a Tim y Jorge que lo defiende valerosamente, decide irse de la granja y volver a casa. Julián y Dick convencen a Jorge para quedarse, pero no en la granja sino en un pequeño chalet en las montañas propiedad de los Jones y para ello convencen también a Mrs Jones para que les permita quedarse a los cuatro y a Tim en el chalet. 
Desde el chalet de la montaña, se ve la finca Viejas Torres, donde cuentan que la anciana dueña, Mrs Thomas, está prisionera y, los chicos escuchan un estruendo, vibraciones y extraños resplandores, que deciden investigar con la ayuda de Aily, la hija del pastor de la granja, que va por la montaña con su corderito Fany y su perro Dave. Aily les muestra un papel firmado por Mrs Thomas en el que dice que está prisionera en su casa y que han matado a su hijo. 
Los Cinco van a inspeccionar lo que Aily llama "El gran agujero", que no es más que un agujero en el suelo que lleva a los sótanos de "Viejas Torres", allí encuentran a Mrs Thomas, que les cuenta que su hijo trajo a unos hombres que le querían comprar la casa, y que como ella se negó, lo mataron y la dejaron prisionera. Los niños encierran a Matthew, el hombre que cuida de la prisionera, y éste les dice que el hijo de Mrs Thomas, Llewellyn, es el que está vendiendo el mineral que hay bajo la casa y cuya explotación produce los raros ruidos, resplandores y temblores que se ven en la montaña. De regreso a los sótanos, descubren un río subterráneo bajo las colinas. Fany se adentra en los túneles, y Aily corre detrás. Jorge envía a Tim tras ellos, pero sin resultado. Descubren que alguien ha estado sacando mineral y transportándolo por el río a base de balsas. De repente ven a Morgan y al padre de Aily por los túneles. Se esconden, creyendo que los dos hombres son los responsables de la mina ilegal, pero Morgan los descubre, les dice que se vayan antes de que lleguen los mineros, ya que él y el pastor llevan tiempo investigando el asunto. Pero es tarde, Llewellyn Thomas y sus hombres los capturan. Morgan con las manos atadas corre a la boca del túnel gritando los nombres de sus siete perros. De repente se oye un rugido, y los siete perros y Tim atacan. Morgan manda a los chicos a la granja, mientras arresta con la policía a los bandidos. Los Cinco piden disculpas a Morgan, que celebra su cumpleaños con una gran fiesta, por creer que formaba parte de los bandidos.

## Personajes
- Los Cinco: Julián, Dick, Jorge, Ana y Tim.
- Mrs Barnard (madre de Julián, Dick y Ana)
- Jenkins (jardinero)
- Mrs Jones (tía de Jenkins, dueña de "La Cañada Mágica")
- Morgan Jones (hijo de Mrs Jones)
- Aily (niña galesa silvestre)
- El pastor de la granja y Maggy (padres de Aily)
- Bronwnen Thomas (propietaria de "Viejas Torres")
- Llewellyn Thomas (hijo de Bronwnen Thomas)
- Matthew (vigilante de Mrs Thomas)
- Doctor Drew (médico)
- Fany (corderito de Aily)
- Dave (perrito de Aily)
- Dai, Bob, Tang, Doon, Joll, Rafe, Hal (los 7 perros de Morgan)

## Lugares
- País de Gales
- La Cañada Mágica
- Viejas Torres